# Carlos Henry Bosdet

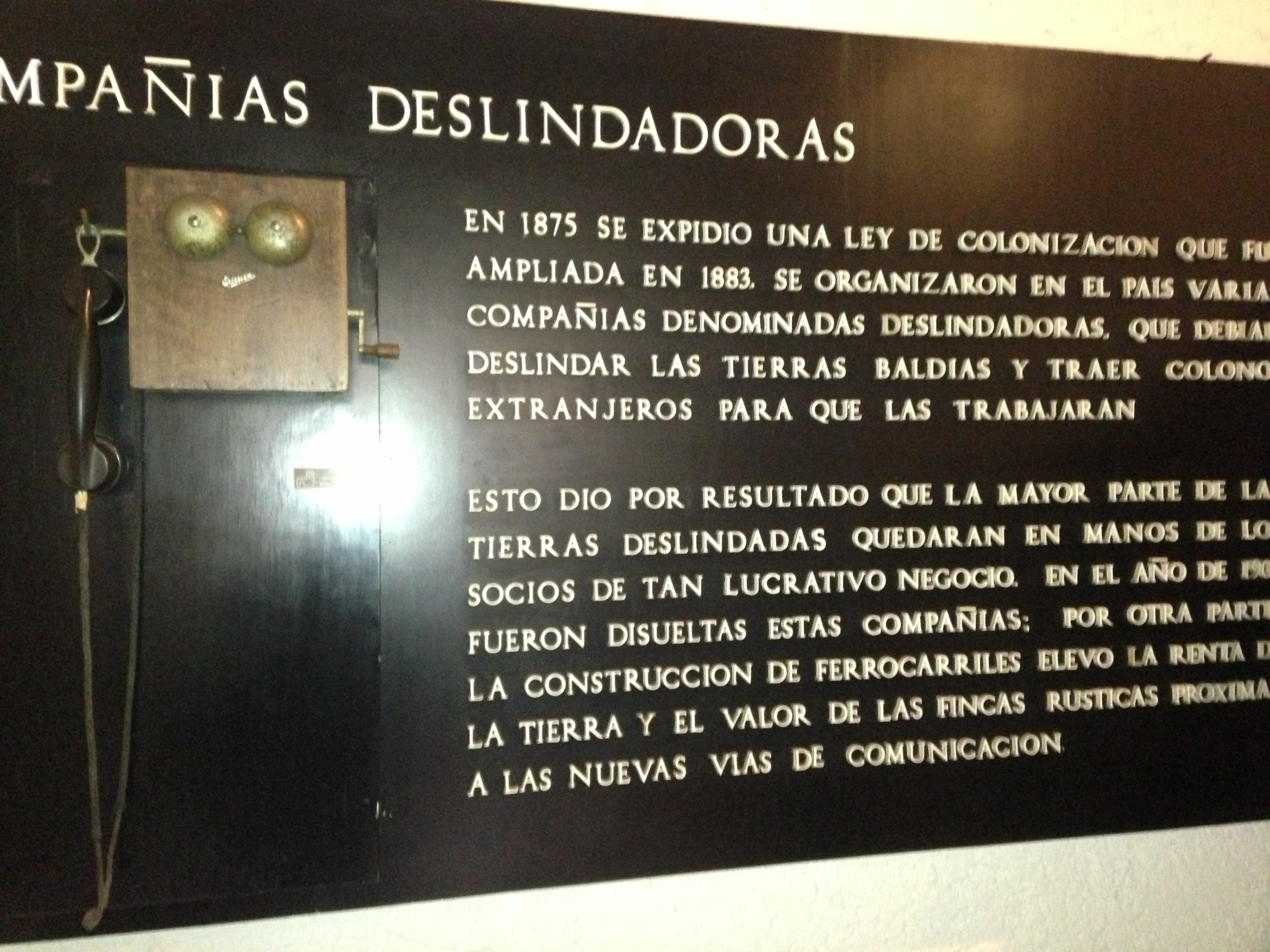
Ericsson téléphone au Musée de Cortés à Cuernavaca, Morelos.

Carlos Henry Bosdet Fixott était un électrotechnicien né en 1857, en Nouvelle-Écosse, Canada. Il a été le premier à amener et à installer des lignes téléphoniques au Mexique et à faire le premier appel téléphonique dans le pays, durant le mandat du président Porfirio Diaz,,,,.

## Biographie
Carlos Henry Bosdet Fixott, est né le 2 septembre 1857, en Nouvelle-Écosse, Canada. Après avoir obtenu son titre d'ingénieur électricien de l'Université McGill, la compagnie de téléphone Ericsson a embauché Carlos Henry Bosdet. Il a été envoyé au Mexique pour installer la première ligne téléphonique à Château de Chapultepec le 16 février 1878, à l'époque du président Porfirio Díaz. Il est resté au Mexique, se déplaçant dans différents états pour installer des lignes téléphoniques, et à la fin du siècle il y avait déjà 5000 unités dans tout le Mexique. Il est crédité d'avoir amené les premières lignes téléphoniques dans différents états de la République mexicaine, d'avoir fait le premier appel téléphonique sur le territoire national et conduit la compagnie de téléphone Ericsson, une entreprise suédoise, à investir davantage au Mexique.
Carlos Henry a épousé Susan Miller, qu'il a rencontré dans Puebla, fille d'un Anglais de Manchester, en Angleterre. Il a eu trois enfants: Ernesto (1883), Carlos (1887) et Enrique (1893). Il est décédé en 1893, à l'âge de 36 ans, à la suite de complications d'une plaie de tauromachie. Leurs enfants sont restés au Mexique et certains de leurs descendants continuent de vivre au Mexique jusqu'à ce jour. La politicienne et personnalité de la télé-réalité Hanna Jaff est son  arrière-petite-fille.